# Faro Punta Angamos
El Faro Punta Angamos es un faro perteneciente a la red de faros de Chile. Se ubica en el sector de Punta Angamos en la Región de Antofagasta.